# 玉米田轟炸機

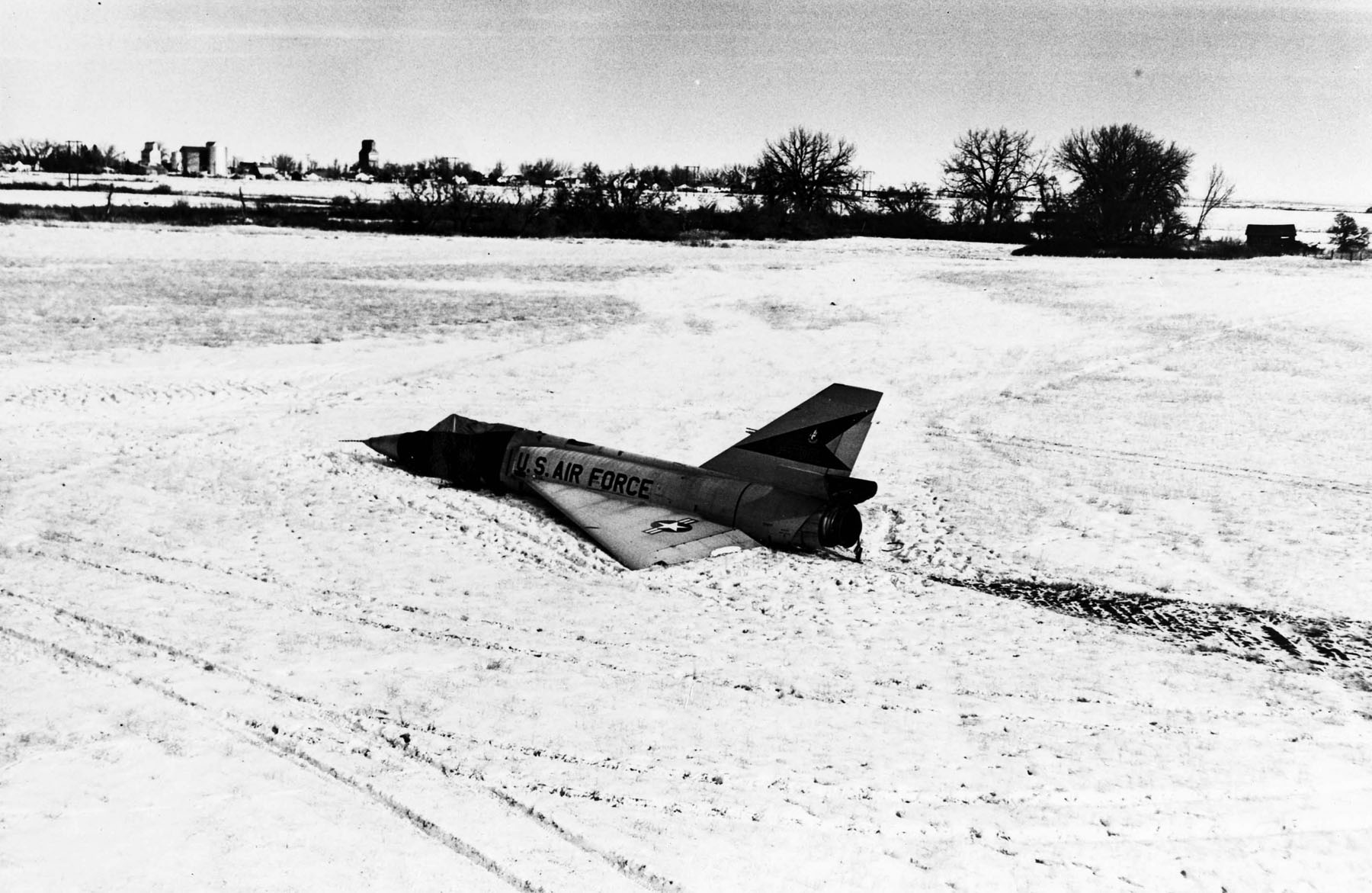
飞行员彈射后奇迹自行降落的F-106

玉米田轟炸機（英語：Cornfield Bomber）是美國空軍第71 戰鬥機中隊一架康維爾 F-106戰鬥機的暱稱。1970年 2月2日，這架飛機在任務中發生無法操控的情況，在飛行員彈射之後卻又自行恢復水平飛行狀態持續飛行，最後在蒙大拿州一處農場內平穩地以機腹著陸。因為機體未受太大損傷，在修復之後又繼續服役多年，退役後在1986年被送到美國空軍國家博物館展示。

## 事件經過
該架飛機由康維爾於1958年製造，機尾編號為58-0787。於蒙大拿州大瀑布城附近的馬姆斯特羅姆空軍基地第71戰鬥機中隊服役。1970年2月2日，在進行空戰演習的例行訓練飛行中。飛行員蓋瑞•福斯特(Gary Foust)中尉不慎讓飛機進入水平螺旋，經過努力仍無法把失控的飛機改出。失敗後，福斯特在 15,000 英尺（4,600 m）的高度彈射。
然而飛行員彈射後，少了彈射椅導致飛機重量減輕和重心變化，加上彈射時衝出飛機產生的爆炸力將飛機的機頭向下壓，而飛機本身已被福斯特在起飛時進行了配平和怠速油門，使飛機從旋轉中恢復。福斯特掛在降落傘下看得難以置信，當時同樣執行任務的另一架F-106飛行員羅爾少校在看到這一幕後甚至通過無線電揶揄福斯特：「蓋瑞，你要不要趕快回到飛機上去！」
最後這架F-106飛機徐徐飄降在蒙大拿州大桑迪附近的一個玉米田裡，以機腹著地方式平穩地滑行並停了下來。至於福斯特則是飄進了附近的山裡。後來他被當地居民利用雪上摩托車救出。
事發後不久，當地警長和居民趕到了事故現場。飛機的J75噴氣發動機仍在運轉。警長在聯繫空軍基地後被告知，等飛機自行耗盡燃料，1小時45分後飛機燃料耗盡，沒有發生進一步的事故。麥克萊倫空軍基地的救援人員抵達現場並開始拆解飛機。飛機本身受損程度極小。事實上，現場其中一名救援人員曾表示：「如果損壞程度再輕一些，他會直接將飛機飛離現場。」

## 後續
事故發生後，「玉米田轟炸機」經過修復並重新投入使用，隸屬於第 49 戰鬥機中隊，這是最後一支操作 F-106 的空軍部隊。1979年，福斯特在廷德爾空軍基地訓練時再次駕駛飛機。退役後，它於 1986 年 8 月被贈送給美國空軍國家博物館。

## 外部連結
Convair F-106A Delta Dart （页面存档备份，存于） - 美國空軍國家博物館的解說